# Arne Friedrich
Arne Friedrich (Bad Oeynhausen, 29 mei 1979) is een Duits voormalig profvoetballer en huidig voetbaltrainer die bij voorkeur in de verdediging speelde.

## Clubcarrière
Friedrich tekende in maart 2012 zijn laatste eenjarige profcontract bij Chicago Fire. Dat kon hem in dienst nemen omdat zijn contract bij VfL Wolfsburg voortijdig ontbonden werd. Hiervoor speelde hij acht seizoenen voor Hertha BSC. Op 8 mei 2013 kondigde Friedrich aan om aan het einde van het seizoen stoppen met het spelen van betaald voetbal.

## Interlandcarrière
Op 21 augustus 2002 debuteerde Friedrich voor het Duits voetbalelftal in de wedstrijd tegen Bulgarije. Hij kwam tot 82 interlands voor de nationale ploeg en scoorde één keer voor zijn vaderland. Friedrich behoorde tot de nationale selecties tijdens onder meer het EK 2004, het WK 2006, het EK 2008 en het het WK 2010.

## Clubstatistieken
| Seizoen  | Club              | Competitie          | Duels | Goals |
| -------- | ----------------- | ------------------- | ----- | ----- |
| 2000-'01 | Arminia Bielefeld | 2. Bundesliga       | 25    | 1     |
| 2001-'02 | Arminia Bielefeld | 2. Bundesliga       | 22    | 0     |
| 2002-'03 | Hertha BSC        | Bundesliga          | 33    | 5     |
| 2003-'04 | Hertha BSC        | Bundesliga          | 30    | 2     |
| 2004-'05 | Hertha BSC        | Bundesliga          | 25    | 3     |
| 2005-'06 | Hertha BSC        | Bundesliga          | 31    | 1     |
| 2006-'07 | Hertha BSC        | Bundesliga          | 26    | 2     |
| 2007-'08 | Hertha BSC        | Bundesliga          | 30    | 0     |
| 2008-'09 | Hertha BSC        | Bundesliga          | 26    | 0     |
| 2009-'10 | Hertha BSC        | Bundesliga          | 31    | 1     |
| 2010-'11 | VfL Wolfsburg     | Bundesliga          | 15    | 0     |
| 2011-'12 | VfL Wolfsburg     | Bundesliga          | 0     | 0     |
| 2012     | Chicago Fire      | Major League Soccer | 23    | 1     |
| 2013     | Chicago Fire      | Major League Soccer | 0     | 0     |

| WK-statistieken             | Club              | Positie    | W |   |   | D | A |   |   |   |
| --------------------------- | ----------------- | ---------- | - | - | - | - | - | - | - | - |
| WK voetbal 2006 - Duitsland | Hertha BSC Berlin | Verdediger | 1 | 0 | 0 | 0 | 0 | 0 | 0 | 0 |
| WK voetbal 2010 - Duitsland | Hertha BSC Berlin | Verdediger | 4 | 0 | 0 | 1 | 0 | 1 | 0 | 0 |

## Erelijst
Hertha BSC
- DFB-Ligapokal: 2002
- UEFA Intertoto Cup: 2006